# Municipio di Spandau
Il municipio di Spandau (in tedesco Rathaus Spandau) è la sede del distretto di Spandau della città tedesca di Berlino.
Si trova nel quartiere di Spandau, ai margini della città vecchia, di fronte alla stazione ferroviaria.
È posto sotto tutela monumentale (Denkmalschutz).

## Storia
Il Rathaus fu costruito nel 1910-13 come municipio dell'allora città di Spandau (oggi quartiere di Berlino).
Dal 1920, con la creazione della "Grande Berlino", il Rathaus ospita la sede del distretto di Spandau.

## Architettura
Il Rathaus fu costruito su progetto degli architetti Heinrich Reinhardt e Georg Süßenguth (autori anche dei municipi di Charlottenburg e Steglitz) in stile guglielmino. La torre è stata modificata nel 1957 dall'architetto Reiner Seidel.